# Gustav Isaksen
Gustav Tang Isaksen (* 19. dubna 2001) je dánský profesionální fotbalista, který hraje na pozici útočníka nebo křídelníka za italský klub SS Lazio a dánský národní tým.

## Klubová kariéra
Isaksen, který vyrůstal v Hjerku na poloostrově Salling a přešel do akademie Midtjyllandu z Roslev IK poté, co začal hrát fotbal jako tříletý.
Poté, co v květnu 2019 podepsal svou první profesionální smlouvu – na pět let – debutoval 25. srpna 2019 v Superligaen, když nastoupil jako náhradník za Awera Mabila v 78. minutě při venkovní výhře 2:0 nad SønderjyskE. Svůj vůbec první start v základní sestavě zaznamenal 29. září v zápase proti OB. Na konci sezóny Isaksen se svým klubem vyhrál ligový titul.
Dne 25. listopadu 2020 se Isaksen poprvé představil v evropských pohárech a nastoupil jako náhradník za Anderse Dreyera v 82. minutě po prohře 3:1 s Ajaxem ve skupinové fázi Ligy mistrů UEFA. Svůj první profesionální gól vstřelil 11. února 2021 v prvním zápase čtvrtfinále Dánského poháru proti Odense. Hrál na pozici pravého křídla a vsítil vítězný gól na 2:1.
Dne 20. února 2023 vstřelil Isaksen svůj první hattrick v úvodním jarním zápase Midtjyllandu proti Viborgu, který skončil vítězstvím 4:0. Byl nejlepším střelcem Superligaen 2023/24.
Dne 8. srpna 2023 podepsal smlouvu s italským klubem SS Lazio. Svůj první gól za klub vstřelil 30. prosince 2023, když vsítil druhý gól Lazia při vítězství 3:1 nad Frosinone a přidal i asistenci.

## Reprezentační kariéra
Isaksen hrál za různé dánské mládežnické národní týmy. Dne 4. září 2020 debutoval v dánském národním týmu do 21 let při remíze 1:1 s Ukrajinou, kdy v 81. minutě nastoupil jako náhradník za Rasmuse Carstensena.
Byl součástí dánského týmu na Mistrovství Evropy ve fotbale hráčů do 21 let 2021.
Svůj první start za dánský národní tým si připsal 26. března 2024, když nastoupil jako náhradník za Anderse Dreyera při vítězství 2:0 nad Faerskými ostrovy. Dne 15. října 2024 vstřelil svůj první mezinárodní gól při remíze 2:2 v Lize národů UEFA proti Švýcarsku.

## Statistiky

### Klubové
Platí k zápasu hranému 6. března 2025.
| Klub              | Sezóna            | Liga              | Liga   | Liga | Národní pohár | Národní pohár | Kontinentální | Kontinentální | Ostatní | Ostatní | Celkově | Celkově |
| Klub              | Sezóna            | Soutěž            | Zápasy | Góly | Zápasy        | Góly          | Zápasy        | Góly          | Zápasy  | Góly    | Zápasy  | Góly    |
| ----------------- | ----------------- | ----------------- | ------ | ---- | ------------- | ------------- | ------------- | ------------- | ------- | ------- | ------- | ------- |
| Midtjylland       | 2019/20           | Superligaen       | 14     | 0    | 1             | 0             | 0             | 0             | —       | —       | 15      | 0       |
| Midtjylland       | 2020/21           | Superligaen       | 22     | 1    | 5             | 2             | 3             | 0             | —       | —       | 30      | 3       |
| Midtjylland       | 2021/22           | Superligaen       | 30     | 5    | 6             | 1             | 10            | 2             | —       | —       | 46      | 8       |
| Midtjylland       | 2022/23           | Superligaen       | 32     | 18   | 1             | 1             | 12            | 3             | —       | —       | 44      | 22      |
| Midtjylland       | 2023/24           | Superligaen       | 2      | 0    | 0             | 0             | 1             | 0             | —       | —       | 3       | 0       |
| Midtjylland       | Celkově           | Celkově           | 100    | 24   | 13            | 4             | 26            | 5             | —       | —       | 138     | 33      |
| Lazio             | 2023/24           | Serie A           | 28     | 3    | 3             | 0             | 5             | 0             | 1       | 0       | 37      | 3       |
| Lazio             | 2024/25           | Serie A           | 27     | 3    | 2             | 0             | 7             | 2             | —       | —       | 36      | 5       |
| Lazio             | Celkově           | Celkově           | 55     | 6    | 5             | 0             | 12            | 2             | 1       | 0       | 73      | 8       |
| Celkově v kariéře | Celkově v kariéře | Celkově v kariéře | 155    | 30   | 18            | 4             | 38            | 7             | 1       | 0       | 211     | 41      |

### Reprezentační
Platí k zápasu hranému 18. listopadu 2024.
| Národní tým | Rok     | Zápasy | Góly |
| ----------- | ------- | ------ | ---- |
| Dánsko      | 2024    | 6      | 2    |
| Celkově     | Celkově | 6      | 2    |

#### Reprezentační góly
Skóre a výsledky Dánska jsou vždy zapsány jako první. Góly Gustava Isaksena jsou zvýrazněny.
| Gól | Datum              | Místo                            | Zápas | Soupeř    | Skóre | Výsledek | Soutěž                   |
| --- | ------------------ | -------------------------------- | ----- | --------- | ----- | -------- | ------------------------ |
| 1.  | 15. října 2024     | Kybunpark, St. Gallen, Švýcarsko | 4.    | Švýcarsko | 1:1   | 2:2      | Liga národů UEFA 2024/25 |
| 2.  | 15. listopadu 2024 | Parken, Kodaň, Dánsko            | 5.    | Španělsko | 1:2   | 1:2      | Liga národů UEFA 2024/25 |

## Úspěchy
Midtjylland
- Superligaen: 2019/20
- Dánský pohár: 2021/22

Individuální
- Zlatá kopačka Superligaen: 2022/23 (18 gólů)